# ジョセフ・ヒリス・ミラー
ジョセフ・ヒリス・ミラー（Joseph Hillis Miller Jr.、1928年3月5日 -2021年2月7日）は、アメリカ合衆国の文学研究者、比較文学者、批評家。

## 経歴
バージニア州に、バプテスト派の宣教師でフロリダ大学教授・学長を務めたジョセフ・ヒリス・ミラー・シニアの息子として生まれる。オバーリン大学卒、ハーバード大学大学院で修士、1952年に博士号をとる。同年よりジョンズ・ホプキンス大学で教え、1972年イェール大学教授となる。同僚のポール・ド・マン、ハロルド・ブルーム、ジェフリー・ハートマンらとともにイェール学派と呼ばれ、脱構築による文学批評を行う。1986年よりカリフォルニア大学アーヴァイン校教授。ジャック・デリダがこれに続き、弟子にはイヴ・コゾフスキー・セジウィックがいる。

## 著作
- Charles Dickens: The world of his novels (Harvard University Press, 1958)
- The Disappearance of God: Five Nineteenth-Century Writers (Harvard University Press, 1963)
- Poets of Reality: Six Twentieth-Century Writers (Harvard University Press, 1965)
- The Form of Victorian Fiction: Thackeray, Dickens, Trollope, George Eliot, Meredith, and Hardy (1968)
- Thomas Hardy, Distance and Desire (1970)
- Charles Dickens and George Cruikshank (1971)
- Fiction and Repetition: Seven English Novels (1982)
  - 『小説と反復 七つのイギリス小説』（玉井暲、上村盛人、仙葉豊、服部典之、服部慶子、林和仁、米本弘一、川口能久、正木建治、三浦良邦訳、英宝社、1991）
- The Linguistic Moment: from Wordsworth to Stevens (1985)
- The Lesson of Paul de Man (1985)
- The Ethics of Reading: Kant, de Man, Eliot, Trollope, James, and Benjamin (1987)
  - 『読むことの倫理』（伊藤誓、大島由紀夫訳、法政大学出版局「叢書・ウニベルシタス」、2000）
- Versions of Pygmalion (1990)
- Victorian Subjects (1990)
- Tropes, Parables, Performatives: Essays on Twentieth Century Literature (1990)
- Theory Now and Then (1991)
- Hawthorne & History: Defacing It (1991)
- Ariadne's Thread: Story Lines (1992)
  - 『アリアドネの糸 物語の線』（吉田幸子、室町小百合監訳、英宝社、2003）
- Illustration (1992)
  - 『イラストレーション』（尾崎彰宏、加藤雅之訳、法政大学出版局、1996）
- Topographies (1995)
  - 『批評の地勢図』（森田孟訳、法政大学出版局「叢書・ウニベルシタス」、1999）
- Reading Narrative (1998)
- Black Holes (1999)
- Others (2001)
- Speech Acts in Literature (2001)
- On Literature (2002)
  - 『文学の読み方』（馬場弘利訳、岩波書店、2008）
- The J. Hillis Miller Reader (2005)
- Literature as Conduct: Speech Acts in Henry James (2005)
- The Medium is the Maker: Browning, Freud, Derrida, and the New Telepathic Ecotechnologies (2009)
- For Derrida (2009)
- The Conflagration of Community: Fiction Before and After Auschwitz (2011)
- Reading for Our Time: Adam Bede and Middlemarch Revisited (2012)
- Communities in Fiction (2014)
- An Innocent Abroad: Lectures in China (2015)
- Thinking Literature Across Continents (with Ranjan Ghosh, 2016)

その他邦訳論文
- 「ウォルター・ペイター　〈一面的肖像〉」及川和夫訳、 『ほらいずん　英文学研究と批評』25号、1993年2月、p104-129
- 「レイト・デリダ」、『来たるべきデリダ 連続講演「追悼デリダ」の記録』明石書店、2007年所収
- 「巻頭言」、松岡光治編『ギャスケルで読むヴィクトリア朝前半の社会と文化』溪水社、2010年所収
- 「いま私たちが文学を読んだり教えたりすることは好ましいことなのか」鈴木章能 訳、 鈴木章能・安藤聡 編『文学に飽きた者は人生に飽きた者である　筒井正明先生喜寿記念論文集』音羽書房鶴見書店、2020年所収